# 托尼·乔治 (企业家)
安東·豪曼·「托尼」·喬治（英語：Anton Hulman "Tony" George，1959年12月30日—）是印第安納波利斯賽車場的前董事长、总裁和首席执行官，並曾担任該实体的董事会成员。他创办了印第賽車系列賽及Vision Racing的合伙人之一。
托尼·喬治的外祖父托尼·豪曼于二战结束时买下印第安納波利斯賽車場。喬治為前賽車手，曾參與1989年Indy Lights锦标赛，最终在积分榜上排名第12名，并取得了5次前十名的成绩。他的母亲（托尼·豪曼的女兒）馬里·豪曼·喬治（1934-2018年）曾担任該赛道的主席。她的經典開賽詞"ladies and gentlemen, start your engines" 於1997–2015年間的印第安納波利斯500賽事及1997年、1999-2015年間的Brickyard 400都會致上。

## 賽車場管理
1989年乔·克鲁蒂尔去世后，托尼·乔治成为印第安納波利斯賽車場的公司总裁和首席执行官。在最初那几年，乔治啟動了一些新项目，如加建场内赛道、塔景包廂、重建维修区通道和控制塔。
2009年6月30日，乔治辞去了賽車場的总裁和首席执行官职务，声称为了能把更多的时间放在印第赛车联盟上。

## 外部連結
- 豪曼家族